# ونياليون (مرآيت تميغاط)
ونياليون هو دُوَّار يقع بجماعة تيندين، إقليم تارودانت، جهة سوس ماسة في المملكة المغربية. ينتمي الدوّار لمشيخة مرآيت تميغاط التي تضم 46 دوار. يقدر عدد سكانه بـ 80 نسمة حسب الإحصاء الرسمي للسكان والسكنى لسنة 2004.

## روابط خارجية
- البوابة الوطنية للجماعات الترابية
- المندوبية السامية للتخطيط